# Hamatastus fasciatus
Hamatastus fasciatus är en skalbaggsart som beskrevs av Gilmour 1957. Hamatastus fasciatus ingår i släktet Hamatastus och familjen långhorningar.
Artens utbredningsområde är:
- Nicaragua.
- Panama.

Inga underarter finns listade i Catalogue of Life.